# 1983 год в музыке

## События

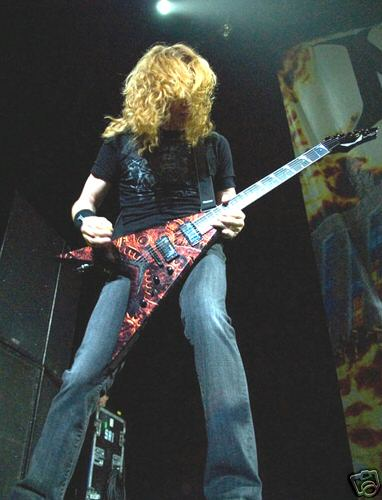
Мастейн основал Megadeth

- Была образована культовая дэт-метал группа «Morbid Angel».
- Дэйв Мастейн был уволен из американской группы «Metallica» и основал группу «Megadeth».
- Образован северокорейский ансамбль «Почхонбо».
- Образована норвежская группа «A-ha».
- Образована шведская метал-группа «Bathory».
- Образована норвежская блэк-метал-группа «Mayhem».
- Образована группа «Red Hot Chili Peppers» (США).
- Образована группа «The Dust Brothers» (CША).
- Образована группа «The UNB».
- Образована группа «Алиса» (СССР).
- Образована группа «Браво» (СССР).
- Образована группа «Abattoir» (США).
- В «Зал славы композиторов» были включены Боб Хиллиард, Хью Мартин, Джон Кэндер, Фред Эбб, Нил Седака, Гарри Тобиаш (Harry Tobias), Алек Уайлдер, Ральф Блейн, Гарри Экст, Стиви Уандер и Эрвин Дрэйк.

## Хронология
- 5 января — группа «Everything but the Girl» дала свой первый концерт в Лондоне.
- Январь — Пол Морли и Тревор Хорн основали лейбл звукозаписи «ZTT Records».
- 11 февраля — В Нью-Йорке прошла премьера концертного фильма «The Rolling Stones» «Let’s Spend the Night Together», заснятого во время их североамериканского турне 1981 года. Режиссёром фильма выступил знаменитый Хэл Эшби.
- 13 февраля — Марвин Гей исполнил свою незаурядную соул-версию гимна США под аккомпанемент драм-машины перед Матчем всех звёзд НБА в городе Инглвуд близ Лос-Анджелеса (штат Калифорния).
- 23 февраля — На концертной площадке «Shrine Auditorium» в Лос-Анджелесе состоялась 25-я ежегодная церемония вручения премий «Грэмми». Победы в 4-х основных номинациях одержали: «Toto» (в номинациях «Запись года» и «Альбом года» за песню «Rosanna» и альбом «Toto IV»), Джонни Кристофер, Марк Джеймс и Уэйн Карсон (в номинации «Песня года» за композицию «Always on My Mind» в исполнении Вилли Нельсона) а также «Men at Work» («Лучший новый исполнитель»).
- Апрель — Опубликована книга «Тональное высотное пространство» за авторством Фреда Лердаля и Рэя Джекендоффа.
- 5 апреля — Неоднозначную реакцию общественности вызвал своим решением министр внутренних дел США Джеймс Уатт, фактически запретив «The Beach Boys» выступить с концертом в Вашингтоне на праздновании, приуроченном ко Дню независимости, предложив в качестве альтернативы кандидатуру певца и актёра Уэйна Ньютона. Уатт заявил, что подобные рок-группы обычно привлекают к себе излишнее внимание со стороны так называемых «деклассированных элементов». На той же неделе президент Рейган открыто признался в том, что является фанатом «Бич Бойз» и вручил Джеймсу Уатту в качестве подарка гипсовую ступню с дыркой, символизирующую собой идиому «Shoot yourself in the foot»  (тем самым, как бы намекая, на ошибочные действия со стороны министра).
- 14 апреля — Басист группы «The Pretenders» Пит Фарндон был найден своей американской женой-моделью Коновер утонувшим в ванной своего дома. Причиной смерти послужила потеря сознания, вызванная передозировкой героина.
  - У Дэвида Боуи вышел пятнадцатый студийный альбом «Let’s Dance».
- 18 апреля — Элен Таафе Звилич стала первой женщиной-композитором получившей Пулитцеровскую премию за выдающееся музыкальное произведение.
- 20 апреля — Образован бит-квартет «Секрет» (СССР).
- Май — Греческая певица Анна Висси вышла замуж за композитора Никоса Карвеласа.
- 28 мая — Состоялось последнее совместное выступление Стэна Риджвэя с «Wall of Voodoo» на US Festival.
- 19 июля — Пол Саймон и Арт Гарфанкел открыли свой летний тур по Северной Америке в городе Акрон, штат Огайо.
- 21 июля — Во время съёмок концерта Дайаны Росс, проводившихся в Центральном парке Нью-Йорка, начался проливной дождь. В силу сложившихся обстоятельств было принято решение перенести шоу на следующий день.
- 27 июля — В США состоялся релиз одноимённого дебютного альбома Мадонны на лейбле «Warner Bros.» (впоследствии переизданного под названием «The First Album»).
- 9 августа — Вышел девятый студийный альбом Билли Джоэла «An Innocent Man».
- 16 августа — Певец Пол Саймон женился на актрисе Кэрри Фишер. Их брак продержался всего один год.
- 2 сентября — У Оззи Осборна и его жены Шэрон родилась первая дочь Эйми (Aimee Osbourne).
- 3 сентября — Снятый режиссёром Джульеном Темплом видеоклип на песню группы «The Kinks» «Don’t Forget to Dance» был впервые показан на американском MTV.
- 4 сентября — Фил Лайнотт отыграл свой последний совместный с «Thin Lizzy» концерт в Нюрнберге (Германия).
- 13 сентября — В Москве сформировалась группа «Несчастный Случай».
- 16 сентября — У Криса Ри и его жены Джоан родилась дочь Джозефина, которой он впоследствии посвятил свою одноимённую песню (с альбома «Shamrock Diaries», 1985).
- 18 сентября — Участники глэм-рок-группы «Kiss» (США) впервые предстали перед зрителями без грима на канале MTV, это одновременно совпало с релизом альбома «Lick It Up».
- 16 октября — Официальная дата рождения группы «Мумий Тролль» (СССР).
- 4 ноября — Премьера в США криминальной комедии Уильяма Фридкина «Сделка века». Кинокартина примечательна участием в ней Рэя Манзарека из группы «Дорз» в эпизодической роли продавца оружия.
- 14 ноября — У арт-группы «Yes» вышел одиннадцатый студийный альбом «90125», в записи которого принимал участие новый гитарист Тревор Рэбин, заменивший ушедшего в «Asia» Стива Хау.
- 19 ноября — Участник «Badfinger» Том Эванс был найден повешенным на иве во дворе собственного дома. Восемью годами ранее подобным способом ушёл из жизни его коллега по группе и соавтор песен Питер Хэм.
- 2 декабря — На MTV состоялся премьерный показ четырнадцатиминутного экстравагантного клипа Майкла Джексона «Thriller».
- 16 декабря — «The Who» официально распались, однако в последующие за этим годы участники команды неоднократно собирались вновь для реюнион-туров и совместного выступления на фестивале «Live Aid».
- 18 декабря — В свой сороковой день рождения гитарист «The Rolling Stones» Кит Ричардс женился на американской модели и актрисе Патти Хансен в городе Кабо-Сан-Лукас (Мексика).
- 28 декабря — Барабанщик «The Beach Boys» Деннис Уилсон, будучи в состоянии алкогольного опьянения, нырнул за борт своей яхты, стоявшей в гавани Марина дел Рей близ Лос-Анджелеса и утонул.

## Образовавшиеся группы
- Animotion
- The Assembly
- Autograph
- Bon Jovi
- Bronski Beat
- Cinderella
- Double
- Fiction Factory
- Megadeth
- Nick Cave and the Bad Seeds
- Poison
- The Style Council
- Red Hot Chili Peppers
- Stryper
- Abattoir
- Алиса
- Альфа
- Браво
- Секрет
- Почхонбо
- Мумий Тролль

## Выпущенные альбомы
См. также категорию альбомов 1983 года.
- Муза (Валерий Леонтьев)
- Atmosfera (Адриано Челентано)
- Audentity (Klaus Schulze)
- Shout at the Devil (Mötley Crüe, 26 сентября)
- Another Perfect Day (Motörhead, 4 июня)
- Bent out of Shape (Rainbow, 24 августа)
- Born Again (Black Sabbath, LP, 7 августа)
- Colour by Numbers (Culture Club, LP)
- Construction Time Again (Depeche Mode, LP, 22 августа)
- Crises (Mike Oldfield, 27 мая)
- Defender (Manowar, сингл)
- Flick of the Switch (AC/DC, LP, 15 августа)
- Frontiers (Journey, LP, 22 февраля)
- Little Red Corvette (Принс, сингл, 9 февраля)
- Genesis (Genesis, LP, 3 октября)
- Head over Heels (Cocteau Twins, LP, 31 октября)
- Infidels (Боб Дилан, LP, 27 октября)
- Into Glory Ride (Manowar, LP)
- Japanese Whispers (The Cure, LP, 6 декабря)
- Kill 'Em All (Metallica, LP, 25 июля, дебютный альбом)
- Let’s Dance (Дэвид Боуи, LP, 14 апреля)
- Les p’tits mots (Далида, сингл)
- Madonna (Madonna, LP, 27 июля, дебютный альбом)
- Melissa (Mercyful Fate, LP, 30 октября, дебютный альбом)
- Metal Magic (Pantera, LP, 10 июня, дебютный альбом)
- Murmur (R.E.M., 12 апреля, дебютный альбом)
- Piece of Mind (Iron Maiden, 16 мая)
- Seven and the Ragged Tiger (Duran Duran, LP, 21 ноября)
- Show No Mercy (Slayer, LP, 3 декабря, дебютный альбом)
- Sweet Dreams (Are Made of This) (Eurythmics, LP, 4 января)
- Synchronicity (The Police, LP, 17 июня)
- The Final Cut (Pink Floyd, LP, 21 марта)
- Victims of the Future (Гэри Мур, LP)
- War (U2, LP, 28 февраля)
- With Sympathy (Ministry, LP, 10 мая)
- Zeichnungen des Patienten O. T. (Einstürzende Neubauten, LP)
- 46 (Кино, MC)
- Актёр (Карнавал, магнитоальбом)
- Банановые острова (магнитоальбом, выпущен 20 февраля, переиздан в 1995 году лейблами APEX Records и SBI Records)
- Винные мемуары (Крематорий, магнитоальбом)
- Компромисс (ДДТ, магнитоальбом)
- Pipes of Peace (Пол Маккартни, 31 октября)
- 90125 (Yes, 7 ноября)
- What, s Funk? (Grand Funk Railroad)
- Pyromania (Def Leppard, 20 января)
- Переезд (Nautilus Pompilius, магнитоальбом)
- Bark at the Moon (Оззи Осборн, 10 декабря)
- Holy Diver (Dio, 25 мая)

- «Каскадёры» (Земляне, EP) ВФГ «Мелодия»
- «Дельтаплан» (Земляне, EP) ВФГ «Мелодия»
- «Крепче держись, сынок» (Земляне, магнитоальбом)

## Лучшие песни года
- Every Breath You Take, King of Pain, Wrapped Around Your Finger, Synchronicity II" (The Police)
- Billie Jean, Beat It, Thriller (Майкл Джексон)
- Let’s Dance, Modern Love, China Girl (David Bowie)
- Owner of a Lonely Heart (Yes)
- Burning Down the House, Girlfriend is Better (Talking Heads)
- Little Red Corvette (Принс)
- Everything Counts (Depeche Mode)
- Sunday Bloody Sunday (U2)
- Sweet Dreams (Eurythmics)
- Photograph, Rock of Ages (Def Leppard)

## Лучшие песни года СССР
- «Трава у дома», «Маленький кораблик» (Земляне)

## Продажи
- Самый продаваемый альбом в Австралии (Billboard Top 200) — «Thriller» (Майкл Джексон)
- Самый продаваемый альбом в Великобритании — «Thriller» (Майкл Джексон), второе место — «Let’s Dance» (Дэвид Боуи), третье место — «Colour by Numbers» (Culture Club)

- Самый продаваемый сингл в США (Billboard Hot 100) — «Every Breath You Take» (The Police)
- Самый продаваемый сингл в Великобритании — «Karma Chameleon» (Culture Club)

## Награды
- «Грэмми» за альбом года — Майкл Джексон за «Thriller»
- «Грэмми» за запись года — Майкл Джексон за «Beat It»
- «Грэмми» за песню года — Стинг за «Every Breath You Take»
- Группа «Земляне» стала лауреатом всесоюзного телевизионного конкурса «Песня Года — 83» (с песней «Трава у дома»).
- Группа «Земляне» стала Группой года № 3 по версии «Хит-парада „Звуковой дорожки“» газеты «Московский комсомолец».

### Зал славы авторов песен
- Ральф Блэйн[англ.][1]
- Эрвин Дрейк[англ.][2]
- Джон Кандер[3]
- Хью Мартин[англ.][4]
- Нил Седака[5]
- Гарри Тобиас[англ.][6]
- Алек Уайлдер[англ.][7]
- Стиви Уандер[8]
- Боб Хиллиард[англ.][9]
- Фред Эбб[10]
- Гарри Экст[англ.][11]

Награда Джонни Мерсера:
- Сэмми Кан[12]

Награда Эйба Олмена издателю:
- Хауи Ричмонд[англ.][13]

Награда Сэмми Кана за жизненные достижения:
- Вилли Нельсон[14]

Премия Хауи Ричмонда создателю хитов:
- Розмари Клуни[15]
- Маргарет Уайтинг[16]

### Зал славы кантри
- Литтл Джимми Диккенс[17]

## Персоналии

### Родились
- 24 февраля — Линда Чжоу — американская певица.
- 10 марта — Кэрри Андервуд — американская певица и автор песен.
- 1 апреля — Сергей Лазарев — российский певец, актёр и телеведущий.
- 10 июня — МакSим — российская певица, композитор и музыкальный продюсер.
- 27 июня — Алсу — российская эстрадная поп-певица.
- 22 июля — Децл (ум. 2019) — российский рэпер, автор песен, композитор.
- 15 августа — Тимати — российский рэпер, музыкальный продюсер, актёр и предприниматель.
- 27 августа — Джамала —украинская певица и актриса крымскотатарского происхождения, народная артистка Украины.
- 14 сентября — Эми Уайнхаус (ум. 2011) — британская певица и автор песен.
- 16 октября — Лорин — шведская певица.
- 30 октября — Меседа Багаудинова — российская певица, бывшая участница украинской женской группы «ВИА Гра».
- 23 ноября — Пантелис Пантелидис (ум. 2016) — греческий поп-певец и автор песен.
- 13 декабря — Марина Девятова — российская певица, исполнительница народных песен, лауреат международных фестивалей и конкурсов.

### Скончались
- 28 января — Билли Фьюри (42) — британский певец и композитор.
- 4 февраля — Карен Карпентер (32) — американская певица и музыкант, вокалистка и барабанщица группы The Carpenters.
- 12 апреля — Хуан Гонсало Росе (55) — перуанский поэт, драматург, композитор и журналист.
- 30 апреля — Мадди Уотерс (70) — американский певец, музыкант и автор песен.
- 4 июля — Клаус Адам (65) — американский виолончелист и композитор.
- 12 июля — Крис Вуд (39) — британский музыкант, флейтист, саксофонист и клавишник группы Traffic.
- 6 августа — Клаус Номи (39) — американский певец.
- 8 августа — Мемет Абибуллаев (79) — советский кларнетист.
- 17 августа — Айра Гершвин (86) — американский поэт-песенник.
- 13 октября — Михаил Магиденко (68) — советский композитор.
- 15 октября — Тамара Янкова (76) — болгарская пианистка и педагог.
- 20 октября — Мерл Трэвис (65) — американский кантри- и вестерн-исполнитель и поэт-песенник.
- 7 декабря — Антал Мольнар (93) — венгерский музыковед, композитор, альтист и педагог.
- 28 декабря — Деннис Уилсон (39) — американский музыкант, певец и автор песен, сооснователь и барабанщик группы The Beach Boys.